# Little Eva
Pour les articles homonymes, voir Little, Eva, Narcissus et Boyd.
Eva Boyd, dite Little Eva, est une chanteuse américaine, née le 29 juin 1943 à Belhaven en Caroline du Nord et morte le 10 avril 2003 à Kinston en Caroline du Nord.
Elle interprète The Loco-Motion, qui se classe no 1 des ventes aux États-Unis en 1962, puis enregistre quelques succès, avant de mettre un terme à sa carrière en 1971. Son titre phare est notamment repris par Kylie Minogue. Little Eva effectue son retour sur scène au cours des années 1990.

## Biographie

### Jeunesse
Eva Narcissus Boyd grandit dans une famille nombreuse de Caroline du Nord. Elle chante dans The Boyd Five, le groupe de gospel familial, avec quatre de ses frères et sœurs. Elle s'installe à New York, où elle gagne sa vie comme domestique. Elle est engagée comme nourrice par Gerry Goffin et Carole King, dont elle fait la connaissance par l'intermédiaire de Earl-Jean McCrea, du groupe vocal féminin The Cookies,.

### Carrière

#### Succès précoce
Eva Boyd est encouragée à chanter par Earl-Jean McCrea. Elle a l'occasion de faire des chœurs avec les Cookies sur le titre Don't Play That Song (You Lied) de Ben E. King. Gerry Goffin et Carole King lui demandent de chanter sur la démo de The Loco-Motion, une nouvelle chanson écrite pour Dee Dee Sharp,. Impressionnés par sa prestation, Goffin et le producteur Don Kirshner décident de commercialiser sa version sur un nouveau label, Dimension Records,. Durant l'été 1962, le titre se classe en tête des ventes de singles aux États-Unis. Little Eva enregistre un album, intitulé Llllloco-Motion, qui sort la même année. Sa série de hits lui permet d'être invitée sur les plateaux de télévision et de donner des concerts aux États-Unis et au Royaume-Uni. Son 2d simple, Keep Your Hands Off My Baby, également signé par Goffin et King, se classe 12e du Billboard Hot 100. En 1963, Let's Turkey Trot atteint le Top 20.
Son succès en tant qu'artiste principale est de courte durée. Little Eva enregistre une version de Swinging on a Star en duo avec Big Dee Irwin (en), puis travaille comme choriste et chante sur des titres des Drifters et de Ben E. King. Elle quitte le milieu de la musique au cours des années 1970,.

#### Retour
En 1989, Little Eva enregistre un album gospel, intitulé Back on Track. D'autres artistes, dont Kylie Minogue, connaissent le succès en reprenant The Loco-Motion. Profitant de la mode « retro », Little Eva remonte sur scène à partir des années 1990 et se produit avec des vedettes des années 1960 comme Little Richard et Bobby Vee. Sa santé l'oblige à mettre fin à ses tournées en 2001.

## Vie privée et famille
Le grand-père d'Eva Boyd est pasteur. La sœur d'Eva, Idalia Boyd, lui succède comme nourrice chez Gerry Goffin et Carole King, qui composent pour elle le titre Hula Hoppin'.
Goffin et King s'inspirent des rapports entre Eva Boyd et son petit ami James Harris, qu'elle épouse en 1962, pour écrire He Hit Me (and It Felt Like a Kiss) (en). Le soir de ses noces, Little Eva chante à l'Apollo Theater. En 1971, le couple se sépare et elle retourne à Belhaven pour élever ses trois enfants. La chanteuse meurt en 2003 des suites d'un cancer.

## Discographie

### En solo

#### Singles
- 1962 : The Loco-Motion (Dimension Records)
- 1962 : Keep Your Hands Off My Baby (Dimension Records)
- 1963 : Let's Turkey Trot (Dimension Records)
- 1963 : Old Smokey Locomotion (Dimension Records)

#### Albums
- 1962 : Llllloco-Motion (Dimension Records)
- 1989 : Back on Track (San Francisco Sound)

### Avec Big Dee Irwin

#### Single
- 1963 : Swinging on a Star (Dimension Records)